# Godfried van Benthem van den Bergh

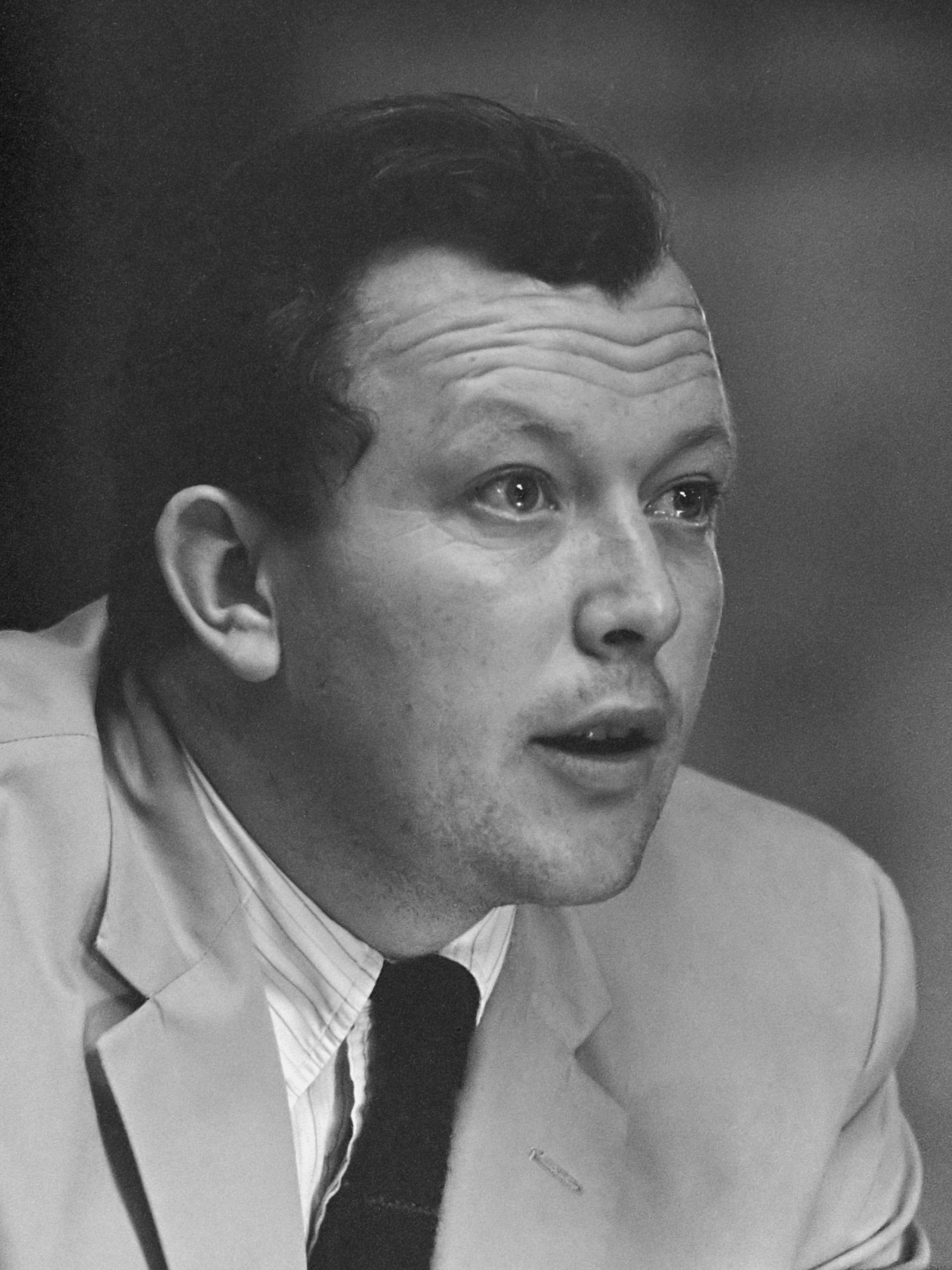
Godfried van Benthem van den Bergh (1967)

Godfried van Benthem van den Bergh (Den Haag, 27 januari 1933 – aldaar, 26 juli 2025) was een Nederlands publicist en socioloog.
Van Benthem van den Berg studeerde scheikunde, rechten en sociale wetenschappen. Hij was redacteur bij De Gids, medewerker van het Institute of Social Studies in Den Haag en bijzonder hoogleraar internationale betrekkingen aan de Erasmus Universiteit. Van Benthem bekleedde daarnaast diverse bestuursfuncties; zo was hij voorzitter van het bestuur van Het Nationaal Toneel en van het Nederlands Genootschap voor Internationale Zaken. Ook was hij lid van de Adviesraad Internationale Vraagstukken van de ministeries van Buitenlandse Zaken en Defensie.
Van Benthem van den Bergh stond aanvankelijk bekend als een criticus van de Amerikaanse buitenlandse politiek, met name ten tijde van de Vietnamoorlog.  Later ontwikkelde hij zich in een polemiek met de vredesbeweging steeds meer tot een aanhanger van de militaire strategie van nucleaire afschrikking. Hij verheelde niet het IKV naïef te vinden, omdat deze vredesbeweging pleitte voor eenzijdige stappen om zo de kernwapenarsenalen te verminderen. Van Benthem van den Bergh vond de kernwapens van Amerikanen en Russen noodzakelijk voor het  wederzijds kunnen  verzekeren, dat deze massavernietigingswapens niet gebruikt zouden worden. Hij verbond daaraan de politieke consequentie dat "de centrale monopolies van de communistische staten (...) net zomin mogen worden aangetast als in de Sovjet-Unie zelf." Hij hield dat lang vol: tot in zijn inaugurele rede als hoogleraar aan de Erasmusuniversiteit in Rotterdam in juni 1989. Het bracht hem op opiniepagina’s van dagbladen in botsing met de voorzitter van het IKV, Ben ter Veer, die het standpunt van Van Benthem van den Bergh principieel bestreed, omdat in zijn ogen de Oost-Europeanen zo de gevangenen moesten blijven van een politiek-militaire strategie.
In 2004 schreef Van Benthem van den Bergh een persoonlijk boek over een cyclus van manisch-depressieve depressies die bij hem zeven jaar hebben geduurd. Toen de dichter A. Roland Holst zijn collega Simon Vestdijk een bezoek bracht en van diens vrouw te horen kreeg dat Simon niet te spreken was omdat hij - voor de zoveelste keer - aan een depressie leed, ging hij toch Vestdijks slaapkamer binnen. Daar wist hij echter niets beters te vragen dan: "Hoe is dat nu, zo'n depressie?" Vestdijk antwoordde met zachte stem: "Niet leuk". Een understatement dat de toon zette voor dit boek over de eigen ervaringen van Godfried van Benthem van den Bergh.
Hij overleed op 92-jarige leeftijd.

## Beknopte publicatielijst
- De associatie van Afrikaanse staten met de Europese Economische Gemeenschap (1962)
- Vietnam en de ideologie van het Westen (gidsvlugschrift nr. 6, 1967)
- De ideologie van het Westen (1969)
- The Nuclear Revolution and the End of the Cold War: Forced Restraint (1992)
- Niet Leuk, de wereld van depressie en manie (2004)
- Naar een nucleaire wereldorde (2008)

## Link
- Publicatielijst bij de Digitale Bibliotheek voor de Nederlandse Letteren (dbnl)